# Bělochoroš
Bělochoroše (Postia ) jsou rod převážně nejedlých dřevokazných hub z čeledi troudnatcovitých.